# Schiffmühle
Eine Schiffmühle oder Schiffsmühle ist eine Wassermühle, die auf einem im Wasser schwimmenden Schiffskörper errichtet ist. Im Deutschen werden die Wortformen Schiffs- und Schiffmühle (mit und ohne Fugen-s) nebeneinander verwendet.

## Erste Erwähnung
Bezeugt sind Schiffmühlen bereits für das Jahr 540 n. Chr., als die Ostgoten unter Witichis bei der Belagerung Roms die vierzehn Aquädukte zur Versorgung der Stadt zerstörten. Damit wurde auch die Trajanische Wasserleitung zum Versiegen gebracht, die die Wassermühlen am Ianiculum in Trastevere antrieb. Um die lebenswichtige Versorgung der Stadt mit Mehl zu gewährleisten, ließ Belisar auf Barken schwimmende Mühlen im Tiber verankern, deren Räder von dessen Strömung angetrieben wurden.

## Technik
Die Mühlen- und Mahltechnik sowie der Antrieb (Wasserrad) sind bei diesem Mühlentyp auf einer schwimmenden Plattform errichtet. Zwischen Hausboot (zum Ufer hin gelegenes Hauptschiff) und Wellboot (Weitschiff) befindet sich das unterschlächtige Wasserrad, das durch Fließwasser angetrieben wird. Auf dem Hausboot stehen ein Holzhaus mit Bett, Tisch und Sessel für den Schiffsmüller und seine Gehilfen sowie das Mühlwerk. Es gibt Hinweise auf Schiffmühlen, die beidseitig ein schmaleres Wasserrad hatten, ähnlich wie es von alten Raddampfern bekannt ist. Die schwimmende Plattform wird an der strömungsintensivsten Stelle im Fluss verankert, an Brückenpfeilern (wegen des guten Zugangs zur Mühle und um die Strömung zwischen den Pfeilern ausnutzen zu können) oder auch am Ufer vertäut.
Dadurch kann die Schiffmühle bei wechselnden Wasserständen aufschwimmen, es steht der Mühle stets die gleiche Wasserenergie zur Verfügung. Der Wirkungsgrad einer Schiffmühle entspricht im günstigsten Fall dem einer unterschlächtigen Wassermühle. Schiffmühlen hatten jedoch den Vorteil, dass ihre Energie im Gegensatz zu Wind- und herkömmlichen Wassermühlen immer zur Verfügung stand, so dass sie als Grundlastmaschine (d. h. nicht besonders stark, aber dafür ständig laufend) zur Verfügung stand. Bei Bedarf (Schiffsverkehr, Flößerei, Eisgang, niedrige Wasserstände) konnte eine Schiffmühle an das sichere Ufer gezogen werden. Flussaufwärts geschah dies mit Hilfe von Pferden.
Der Schiffsrumpf wurde roh zusammengefügt und mit Werg abgedichtet. Die permanente Wasserströmung belastete die Bordwände, führte zu Rissen. Die Lebensdauer überstieg selten 30 bis 40 Jahre. Wenn Bewirtschaftung und Pflege unterblieben, dann verschwand eine Schiffmühle rasch. Daher und weil sie für die aufkommende Flussschifffahrt Hindernisse darstellten, hat sich in Mitteleuropa keine historische Schiffmühle erhalten.
Im Sommer 2010 wurde in Magdeburg in Sichtweite zur Schiffmühle am Petriförder der Prototyp einer modernen stromerzeugenden Schiffmühle getestet. Er hatte eine Länge von 16 m, eine Breite von 6 m und eine Nennleistung von 4,5 kW. Das Wasserrad hatte eine Eintauchtiefe von 1,2 m. Anfang 2015 wurde berichtet, dass eine größere Version unter dem Namen „Elb-Strom 2“ auf der Elbe in Betrieb ist. Zuvor waren nach den ersten Tests an dieser Anlage noch Verbesserungen vorgenommen worden. „Elb-Strom 2“ liefert je nach Wasserstand und Strömungsgeschwindigkeit der Elbe bis zu 14 kW. Hinter dem Projekt steht der Hannoveraner Stromversorger EHG. Ein vergleichbares System ist die Strom-Boje.

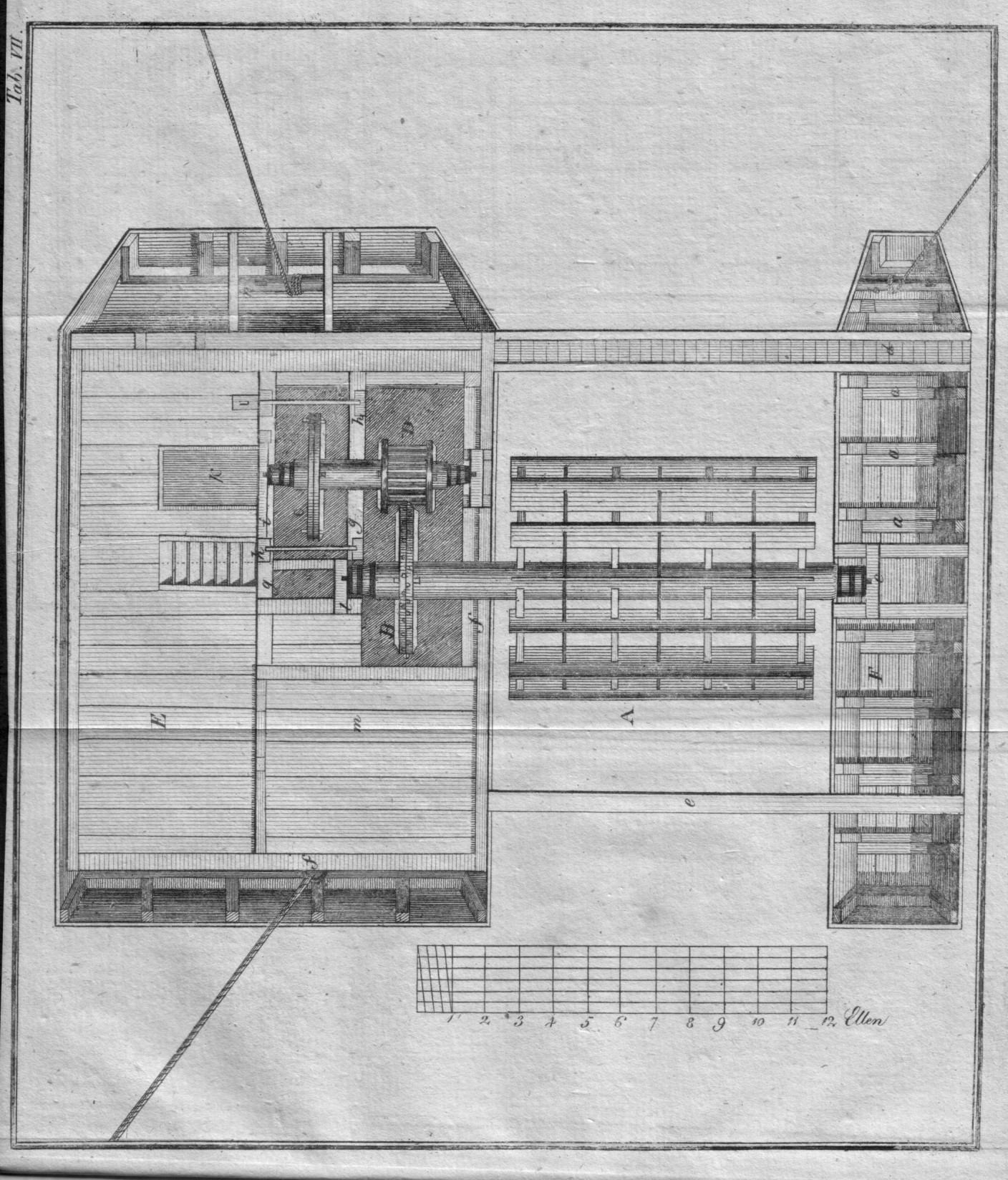
Zeichnung 1: Schiffmühle nach H. Ernst, 1805
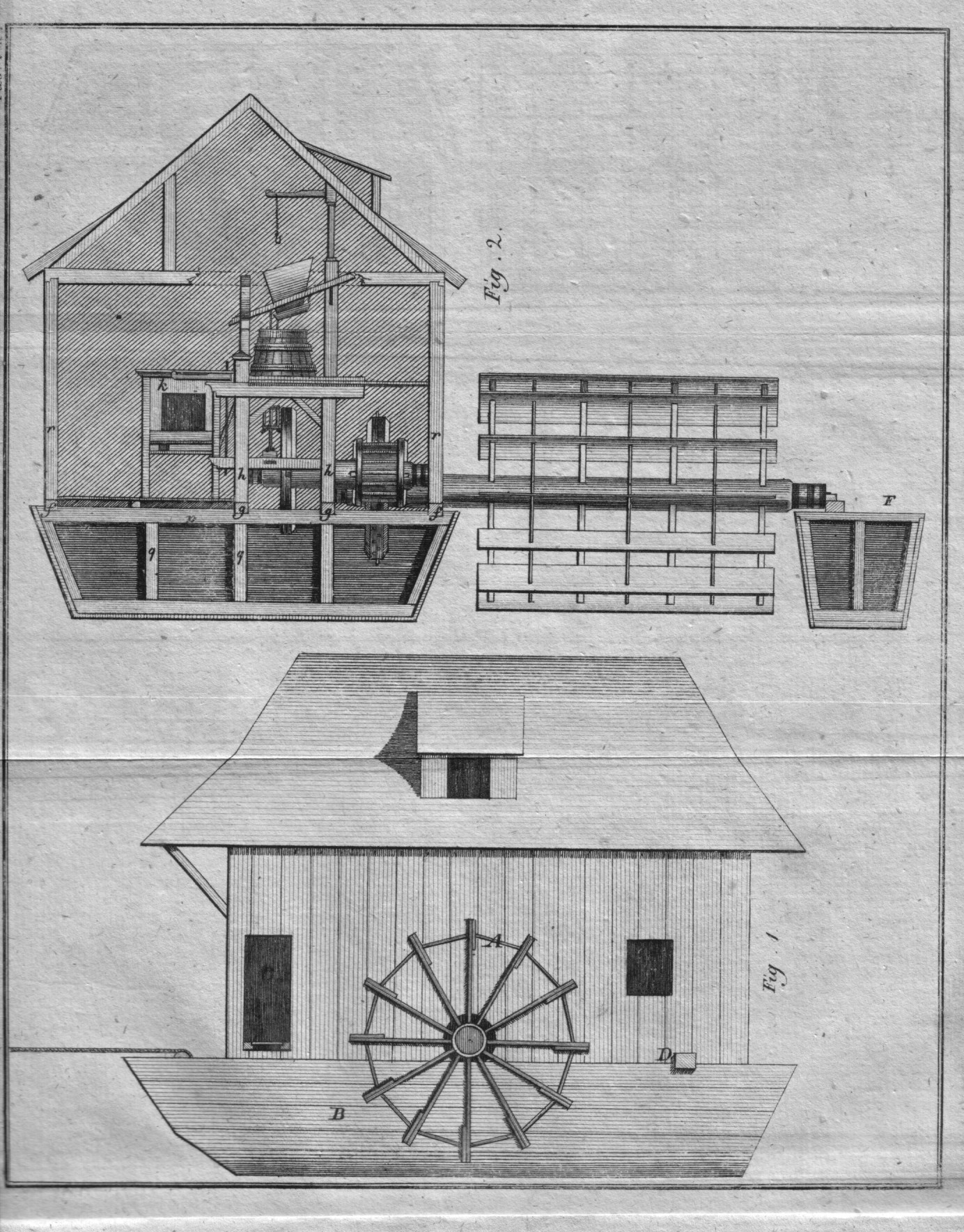
Zeichnung 2: Schiffmühle nach H. Ernst, 1805
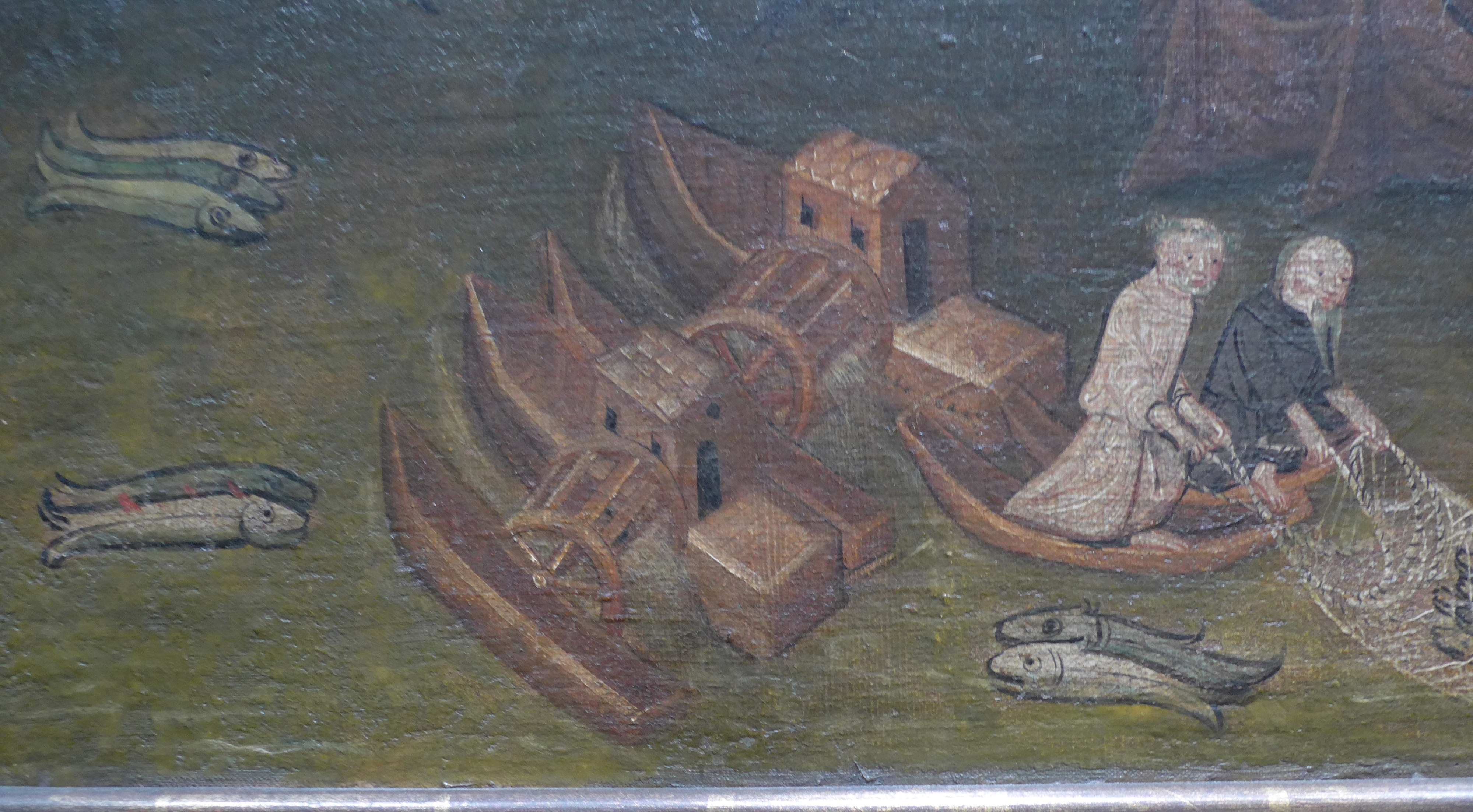
Kölner Schiffmühle um 1411 als Detail aus einem Gemälde der Ursulamarter im WRM Köln
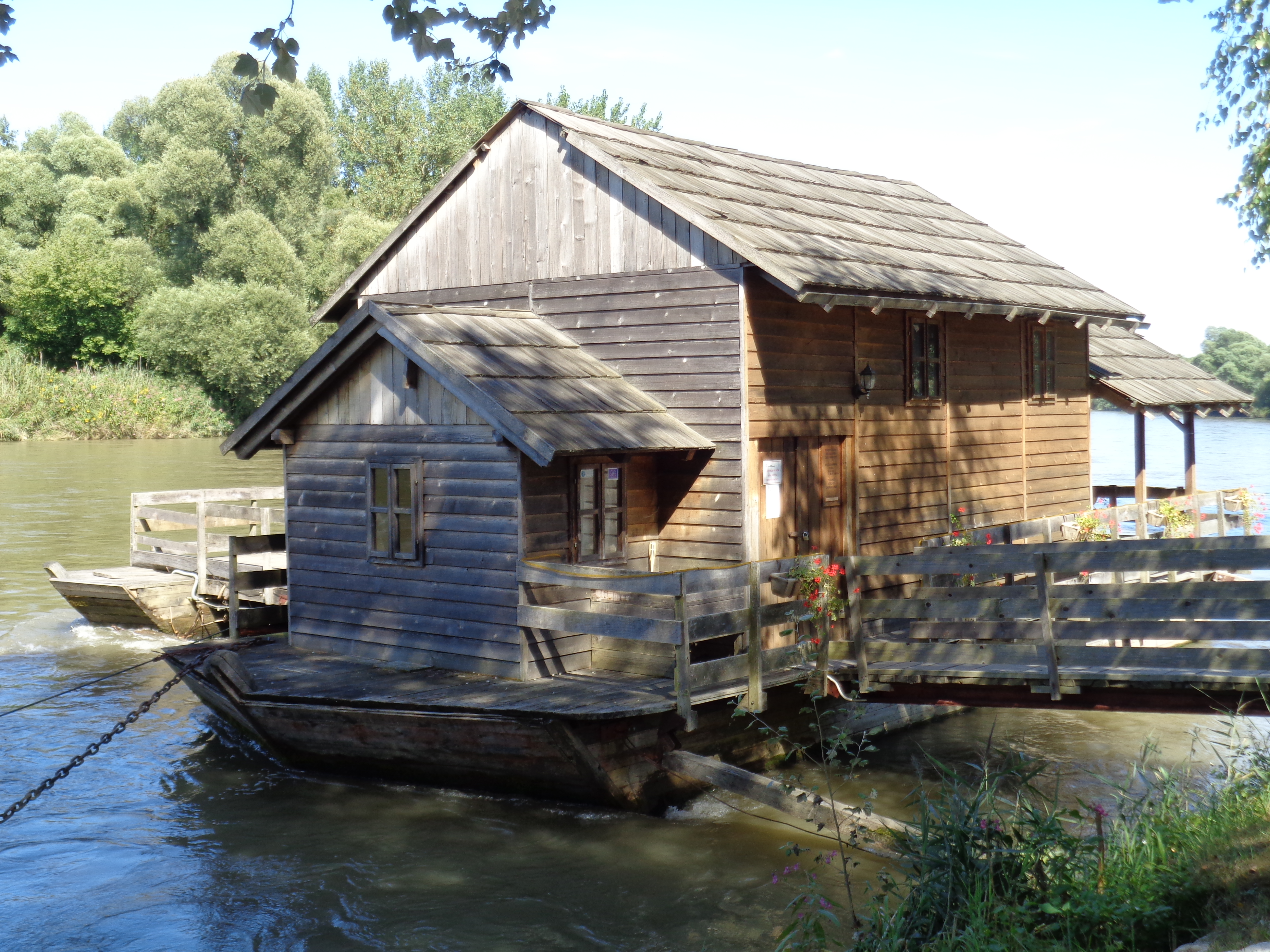
Schiffmühle in Sveti Martin na Muri an der Grenze Kroatien-Slowenien
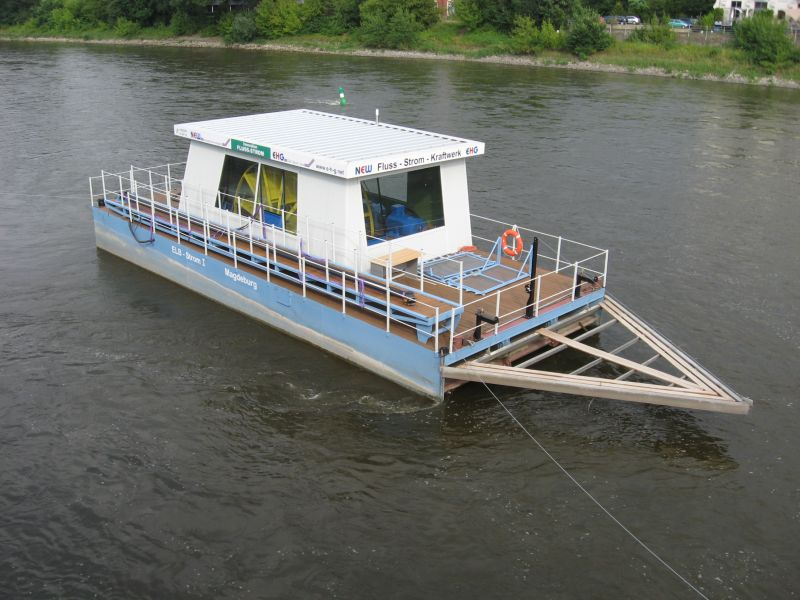
Prototyp einer Schiffmühle zur Stromerzeugung

## Mühlenrecht
Die Schiffmühlen waren, wie auch die Wasser- und Windmühlen, im Besitz der Landesherren oder Klöster. Damit war auch die rechtliche Situation geregelt (Mühlenrecht).

## Geografische Verbreitung
An nahezu allen Flüssen in Europa wurden Schiffmühlen betrieben.
Zu Zeiten Maria Theresias (um 1750/1780) gab es noch über 100 Schiffmühlen.
- Elbe: bis 1911, z. B. Schiffmühle (Salesel), Schiffsmühle Westerhüsen
- Rhein: etwa Kölner Rheinmühlen, Straßburg, Mainz; Standorte vom 9. bis 20. Jahrhundert nachgewiesen. 1853 gab es von Alt-Breisach bis Koblenz 61 Schiffsmühlen.
- Donau: Regensburg – 1493 urkundlich erwähnt; Wien Kaisermühlen, Orth an der Donau (Niederösterreich). Allein im Raum Wien hat es um 1770 an die 20 Schiffsmühlen gegeben, die teilweise bis ins 20. Jahrhundert existierten.
- Oder: Schiffmühle im gleichnamigen Ort Schiffmühle bei Bad Freienwalde, die bis 1770 bestand und der Verlegung des Flussbettes der Oder infolge der Trockenlegung des Oderbruchs zum Opfer fiel.
- Mulde: Schiffmühle Rösa an der Fähre Löbnitz
- Mur: Österreich, Slowenien, Kroatien, Ungarn
- Weser: Minden (1326 erstmals Schiffmühlen an diesem Ort urkundlich erwähnt)[6]
- In Bremen 1250 erstmals erwähnt; an der Großen Weserbrücke lagen vom 16. Jahrhundert bis 1838 ca. 8–11 Schiffsmühlen.[7]
- Rom auf dem Tiber
- Salzach: Laufen – bereits auf der ältesten Stadtansicht (1569/71) zwei Schiffsmühlen abgebildet; bis ins 19. Jh. in Betrieb.

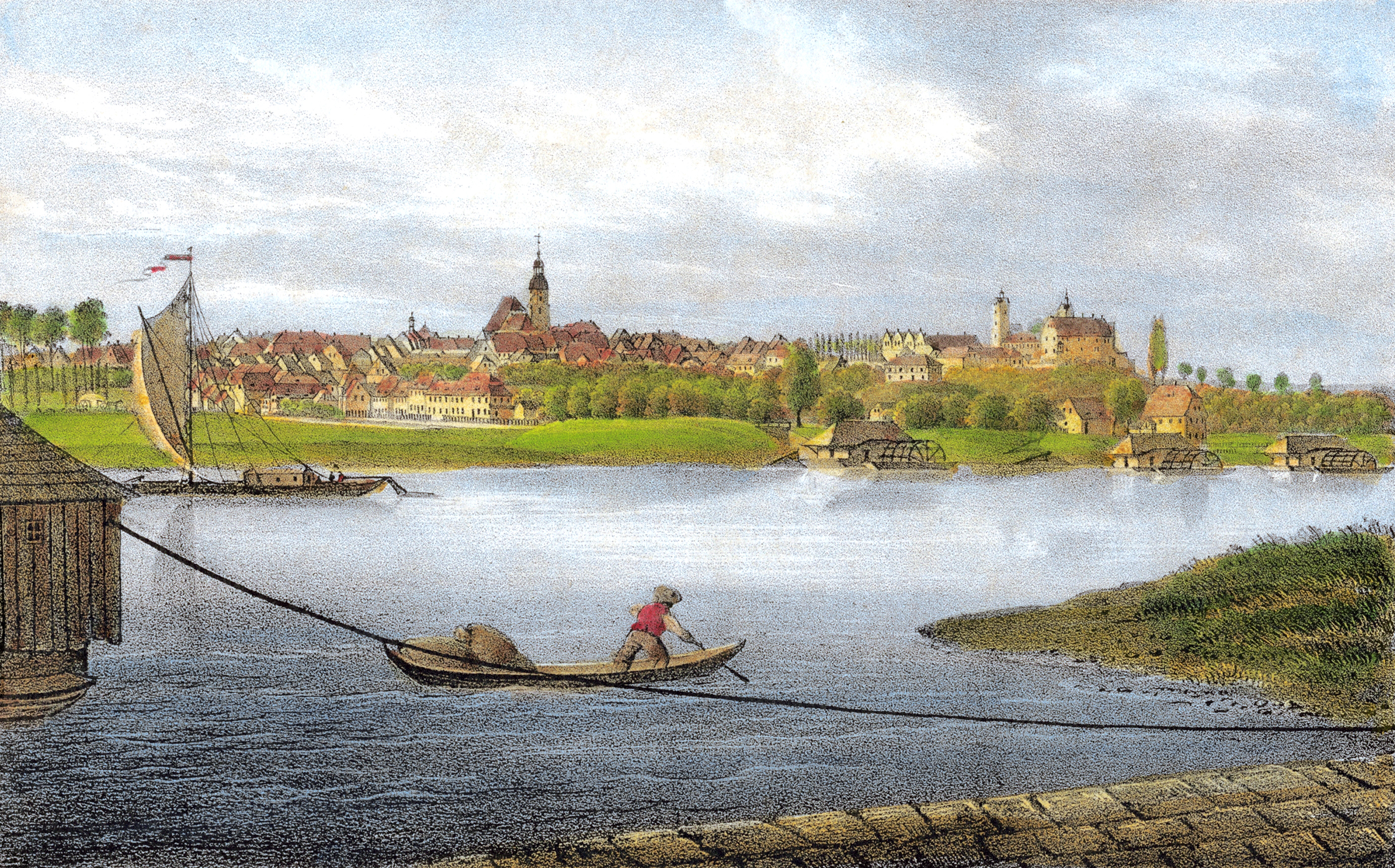
Schiffmühlen auf der Elbe bei Lorenzkirch und Strehla um 1840
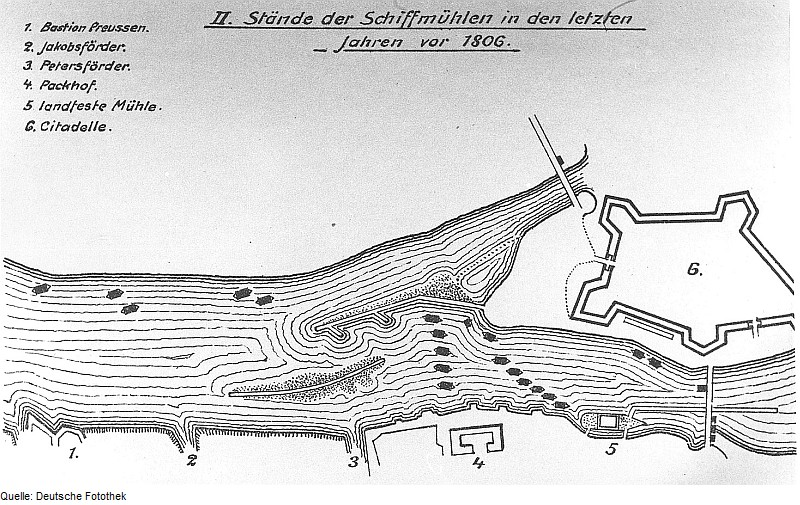
Schiffmühlen-Standorte auf der Elbe vor Magdeburg vor 1806
Schiffmühlen auf dem Rhein vor Köln aus Anton Woensam, Große Ansicht von Köln 1531

## Schaustücke
Es gibt einige funktionstüchtige Nachbauten von Schiffmühlen, die zu besichtigen sind:
auf der Elbe:

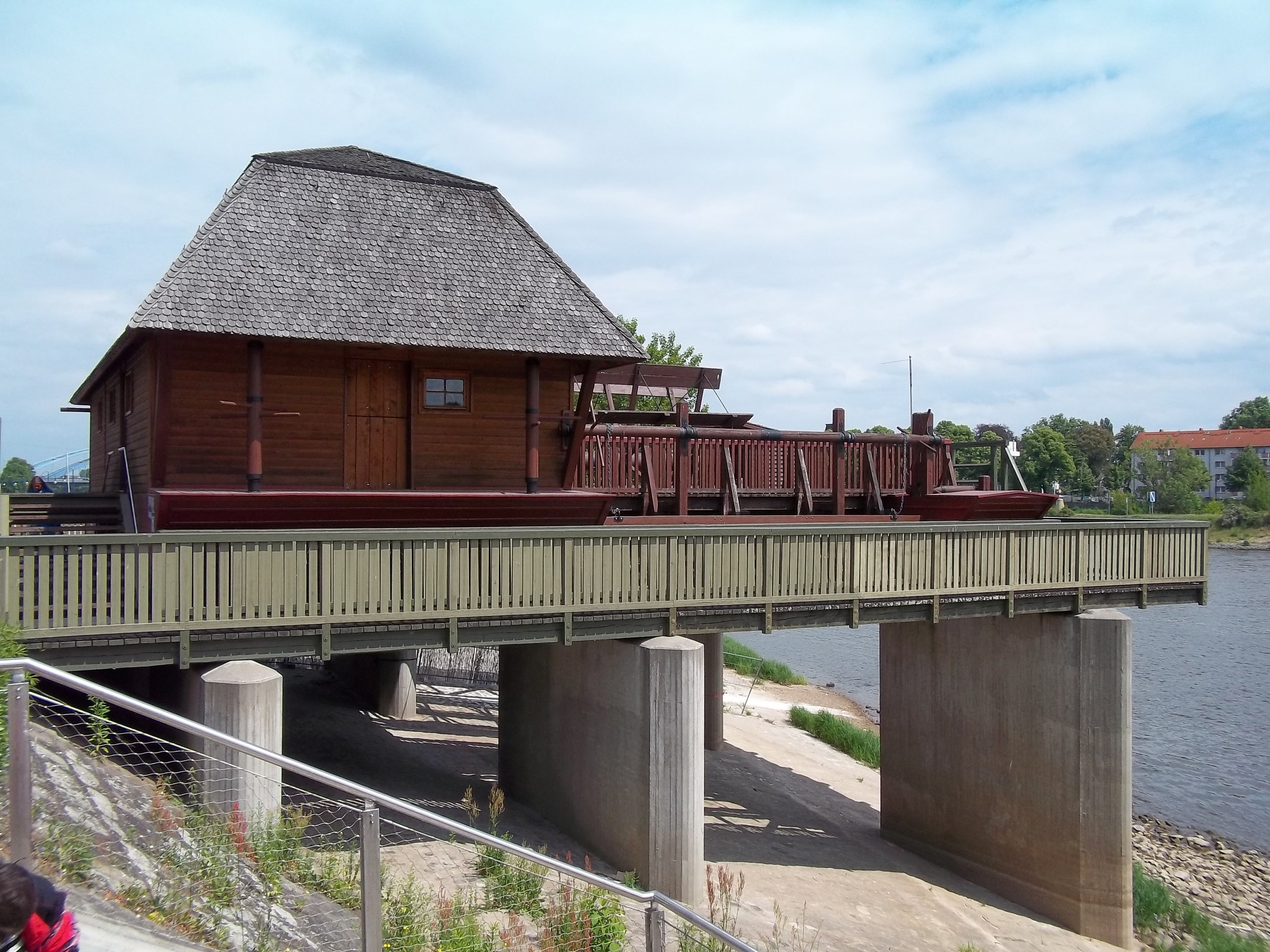
Historische Schiffmühle am Petriförder

- in Magdeburg die Schiffmühle am Petriförder, wo früher bis zu 23 Stück lagen, Nachbau einer historischen Schiffmühle von 1874, Das Museum im Inneren gibt einen Überblick über die Geschichte, zeigt aber vor allem die Wirkungsweisen von Schiffmühlen.  (Fertigstellung 1999)

auf der Donau:
- Schiffmühle Orth an der Donau, Österreich, Nachbau nach Plänen aus dem 18. Jahrhundert und in historischer Bauweise (Fertigstellung 2001)[8]
- die Gyurcsik-Mühle in Ráckeve, Ungarn, Nachbau der an der gleichen Stelle bis in die 1950er Jahre regulär betriebenen Mühle, die als historisches Denkmal 1962 renoviert worden war, aber 1968 sank, Der Nachbau erfolgte auf Initiative von Anwohnern und wurde als Bürgerprojekt realisiert. Die Gyurcsik-Mühle läuft sowohl im regulären als auch im touristischen Schaubetrieb.[9][10]

auf der Kleinen Donau in der Westslowakei
- eine ungarische Schiffmühle nahe Kolárovo, nicht ganz originalgetreuer Nachbau der 1965 in Radvaň nad Dunajom aus dem Wasser genommenen Mühle (Fertigstellung 1982), beherbergt ein Wassermühlenmuseum[11][12]

auf der Mulde
- in Höfgen (Sachsen), Neubau (Fertigstellung 1992), Das Ziel des Projektbaus war die Nutzung des Schiffmühlprinzips als Grundlage für ein modernes agrartechnisches Bewässerungssystem. Seit der Fertigstellung versorgt die Höfgener Schiffmühle die Wasseranlagen des örtlichen historischen Landschaftsparks. In der Mühle befindet sich ein Museum, das mit detailliert aufgearbeiteten Schauwänden die Geschichte, Wiederentdeckung und modernen Anwendungsprinzipien der Schiffmühlen beschreibt.[13]

auf der Mur:

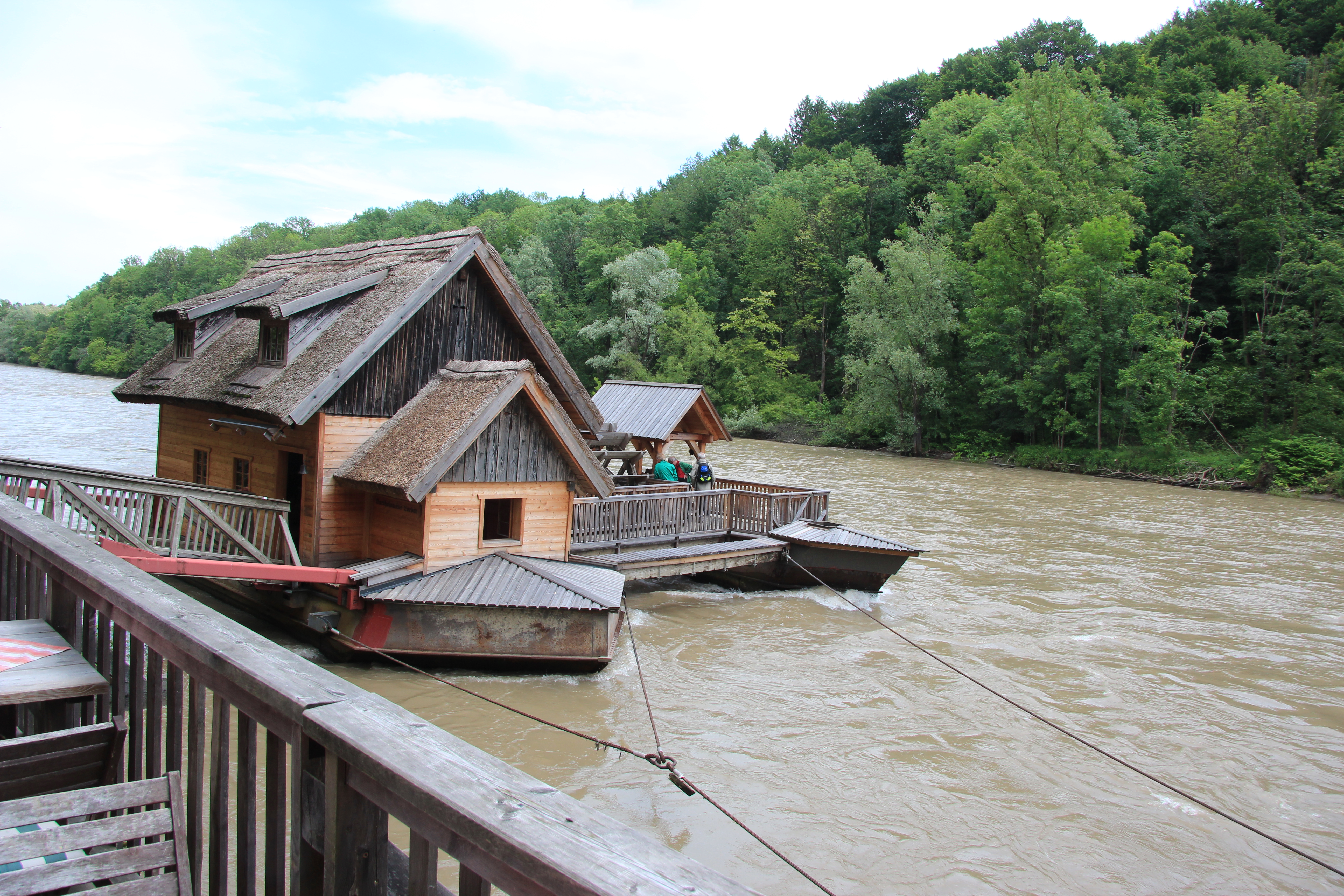
Die Bartholomäus Lorber an der Grenze Österreich-Slowenien in Mureck

- die „Bartholomäus Lorber“, linksufrig in Mureck in der Steiermark, Österreich, originalgetreuer Nachbau (Fertigstellung 1997, 2002 bei Hochwasser gesunken, gehoben und 2003 wieder eröffnet, 2004 durch Hochwasser beschädigt, 2006 bei Frost gesunken, 2012 gehoben und wiedererrichtet), historische Bauweise[14]
- die „Babič-Mühle“ (slowenisch: Babičev mlin) bei Veržej, Slowenien, möglicherweise die einzige von spätestens 1912 bis heute durchgängig familienbewirtschaftete Schiffmühle Mitteleuropas (abgesehen von Phasen des Wiederaufbaus und der Erneuerung). Der gegenwärtige Bau stammt aus dem Jahr 1947 und entspricht wohl weitestgehend dem von 1927, ergänzt mit Elektromotor. Das durch Hochwasser mitgerissene Rad musste 1990 ersetzt werden. Die Besonderheit dieser Schiffmühle besteht in der Zweiteilung. Während das Mühlenhaus fest am Ufer steht, befindet sich das Rad zwischen zwei vertäuten Booten.[15]
- die „Schwimmende Mühle“ (slowenisch: Plavajoči mlin) in Ižakovci, das zur Gesamtgemeinde Beltinci gehört, Slowenien, Neubau nach historischen Vorbildern (Fertigstellung 1999), Es handelt sich um eine Korn mahlende Schiffmühle in regulärem Betrieb, aber mit touristischer Ausrichtung. Sie gehört wie auch die Schiffmühle in Sveti Martin na Muri zum grenzüberschreitenden Ökomuseum Mura.[16]
- in Mursko Središće, Kroatien[17]
- in Sveti Martin na Muri, Kroatien[18]

auf dem Rhein:

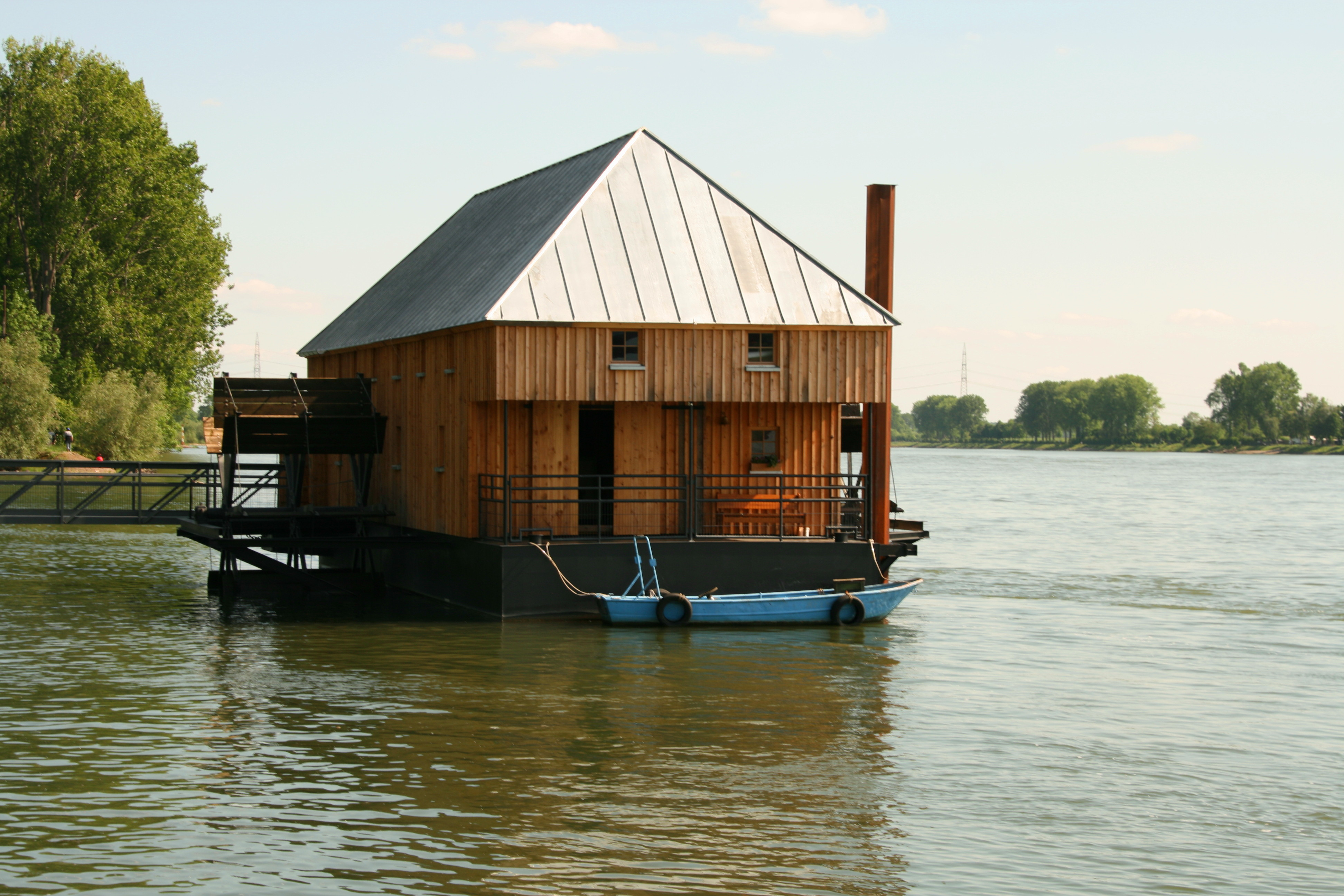
Rekonstruierte Schiffmühle in Ginsheim auf dem Rhein

- in Ginsheim – gegenüber Mainz, Nachbau der letzten Rheinschiffsmühle, die bis 1928 in Ginsheim in Betrieb war und 1934 nach Mainz verbracht wurde (Fertigstellung 2011). Im Jahre 1875 lagen dort z. B. 22 Mühlen im Strom[19][20]

auf der Weser:
- in Minden/Westf., Nachbau einer typischen Korn mahlenden Schiffmühle aus dem 18. Jahrhundert.[21][22]

Schiffmühlen als Denkmal (nicht am ursprünglichen Ort und nicht in Betrieb):
- eine ungarische Donauschiffmühle im Internationalen Mühlenmuseum Gifhorn (Deutschland), funktionstüchtiger Nachbau (Fertigstellung 1989)[23]
- die Bergschiffmühle in Bad Düben, mit der früher Korn gemahlen wurde. Sie wurde bis 1956 auf der Mulde betrieben und war die letzte erhaltene Schiffmühle auf deutschen Flüssen (Ende des Wiederaufbaus 1967). Zu sehen ist sie im Burggarten des Landschaftsmuseums Dübener Heide / Burg Düben[24]